# Comunitat de comunes Loira Atlàntic meridional
La Comunitat de comunes Loira Atlàntic Meridional és una antiga estructura intercomunal francesa, situada al departament del Loira Atlàntic a la regió País del Loira. Tingué una extensió de 152,92 kilòmetres quadrats i una població de 8.470 habitants (2010). Va existir de 1995 a 2016.

## Composició
Agrupava 3 comunes :
1. Corcoué-sur-Logne
2. Touvois
3. Legé